# Victoria Georgieva
Victoria Georgieva (en búlgaro: Виктория Георгиева; Varna, 21 de septiembre de 1997) es una cantante y compositora búlgara. Comenzó su carrera después de participar en la cuarta temporada de X Factor Bulgaria.

## Carrera

### Inicios
Georgieva comenzó a cantar a los once años. Después de un tiempo se matriculó en el estudio vocal "Angel Voices", donde su maestra de música era Atanaska Lipcheva. Georgieva se presentó a las audiciones de las primeras 3 temporadas de X Factor Bulgaria, pero nunca logró convencer a los jueces, principalmente debido a su edad.

### 2015:X FactorBulgaria
En 2015, después de 3 intentos, finalmente lo consiguió y llegó a las galas en directo. Fue eliminada en la semana 9. 
| Actuaciones y resultados de Victoria en X Factor | Actuaciones y resultados de Victoria en X Factor | Actuaciones y resultados de Victoria en X Factor | Actuaciones y resultados de Victoria en X Factor |
| Episodio                                         | Tema                                             | Canción                                          | Resultado                                        |
| ------------------------------------------------ | ------------------------------------------------ | ------------------------------------------------ | ------------------------------------------------ |
| Primera audición                                 | Libre elección                                   | "One and only"                                   | Pasa a "bootcamp"                                |
| Bootcamp                                         | Actuación grupal                                 | "I’ll Be"                                        | Pasa a "casa de los jueces"                      |
| Casa de los jueces                               | Libre elección                                   | "Sweet Dreams"                                   | Pasa a las galas en directo                      |
| Gala en directo 1                                | Números uno                                      | "Set Fire to the Rain"                           | Salvada                                          |
| Gala en directo 2                                | Halloween                                        | "Reed All About It"                              | Salvada                                          |
| Gala en directo 3                                | Primer amor                                      | "Hello"                                          | Salvada                                          |
| Gala en directo 4                                | Éxitos búlgaros                                  | "Искам те"                                       | Salvada                                          |
| Gala en directo 5                                | Bandas sonoras de películas                      | "Show Me How You Burlesque"                      | Dos últimos puestos                              |
| Gala en directo 5                                | Duelo final                                      | "Who You Are"                                    | Dos últimos puestos                              |
| Gala en directo 6                                | Divas y héroes                                   | "Halo"                                           | Salvada                                          |
| Gala en directo 7                                | Éxitos disco                                     | "Hot Stuff"                                      | Salvada                                          |
| Gala en directo 8                                | Éxitos internacionales                           | "Camino"                                         | Salvada                                          |
| Gala de Navidad                                  | Edición navideña                                 | "Jingle Bells"                                   | Sin eliminaciones                                |
| Gala en directo 9                                | El amor lo es todo                               | "Titanium"                                       | Eliminada (6ª)                                   |
| Gala en directo 9                                | El amor lo es todo                               | "Aquarius" (con A.V.A.)                          | Eliminada (6ª)                                   |
| Gala en directo 9                                | Duelo final                                      | "Rise Up"                                        | Eliminada (6ª)                                   |

### 2016 – presente: Single debut, Monte Music y Eurovisión
Aunque no ganó X Factor, recibió una oferta para unirse a Virginia Records, pero la rechazó. En 2016 se unió a Monte Music y el 10 de junio de 2016 lanzó su primer sencillo. "Nishto Sluchayno" fue dirigida por Bashmotion y contó con VenZy y Niki Bakalov.
El 25 de noviembre de 2019 se reveló que Georgieva iba a representar a Bulgaria en el Festival de Eurovisión 2020 en Róterdam, aunque el festival luego sería cancelado debido a la pandemia de enfermedad por coronavirus. Por esta razón, la televisión pública búlgara la seleccionó internamente para representar al país en Eurovisión 2021.

## Discografía

### Singles
| "Nishto Sluchayno" (con Niki Bakalov y VenZy) | 2016 | —    | Sencillos sin álbum |                    |   |
| "Nezavarshen Roman"                           | 2016 | 15   | Sencillos sin álbum |                    |   |
| "Chast Ot Men"                                | 2017 | 28   | Sencillos sin álbum |                    |   |
| "Stranni Vremena"                             | 2018 | 28   | Sencillos sin álbum |                    |   |
| "I Wanna Know"                                | 2019 | —    | Sencillos sin álbum |                    |   |
| "Tears Getting Sober"                         | 2020 | —    | Sencillos sin álbum |                    |   |
| "Ugly Cry"                                    | 2020 | —    | "A little dramatic" |                    |   |
| "Dive Into Unknown"                           | 2021 | —    | "A little dramatic" | "Imaginary Friend" | — |
| "Phantom Pain"                                | 2021 | —    | "A little dramatic" |                    |   |
| "The Funeral Song"                            | 2021 | —    | "A little dramatic" |                    |   |
| "Lover's trial"                               | 2021 | 2023 | "A little dramatic" | 52                 | — |
| "—" indica que una grabación no se lanzó.     | 2021 |      | "A little dramatic" |                    |   |